# Shawne Williams
Shawne Brian Williams (ur. 16 lutego 1986 w Memphis) – amerykański koszykarz, występujący na pozycji skrzydłowego, obecnie zawodnik Iowa Wolves.
W 2005 wystąpił w meczu gwiazd amerykańskich szkół średnich – Jordan Classic.

## Osiągnięcia
Stan na 11 lutego 2018, na podstawie, o ile nie zaznaczono inaczej.
NCAA
- MVP turnieju konferencji USA (2006)
- Najlepszy pierwszoroczny zawodnik konferencji USA (2006)
- Zaliczony do:
  - I składu:
    - turnieju konferencji USA (2006)
    - najlepszych pierwszorocznych zawodników C-USA (2006)

  - III składu konferencji USA (2006)

Indywidualne
- Wybrany do składu Honorable Mention Team podczas rozgrywek letniej ligi NBA w Orlando (2007)
- Zawodnik tygodnia D-League (17.03.2014)